# Parafia św. Rajmunda Nonnata w Sulowie
Parafia św. Rajmunda Nonnata w Sulowie – rzymskokatolicka parafia we wsi Sulów, w Gminie Zakrzówek. Należy do Dekanatu Zakrzówek archidiecezji lubelskiej. Mieści się pod numerem 102a. Parafię prowadzą księża diecezjalni.

## Historia
Od 1990 roku w Sulowie funkcjonowała filia parafii Zakrzówek. Parafia została erygowana przez arcybiskupa Bolesława Pylaka.
Jej terytorium wydzielono z parafii zakrzowieckiej. Obecny kościół pełnił początkowo funkcję kaplicy filialnej. Wybudowany w latach 1986–1990 pw. św. Rajmunda Nonnata (arch. Jacek Siedlecki z Kraśnika, realizator – ks. Edward Szeliga). Plebania została wybudowana w latach 1992–1993.